# Réserve naturelle nationale de l'étang du Grand-Lemps
Ne doit pas être confondu avec étang de Lemps.
La réserve naturelle nationale de l'étang du Grand-Lemps (RNN115) est une réserve naturelle nationale située dans le département de l'Isère. Classé en 1993, le site couvre une surface de 53 hectares autour de l'étang du même nom et présente un patrimoine floristique et faunistique remarquable.

## Localisation

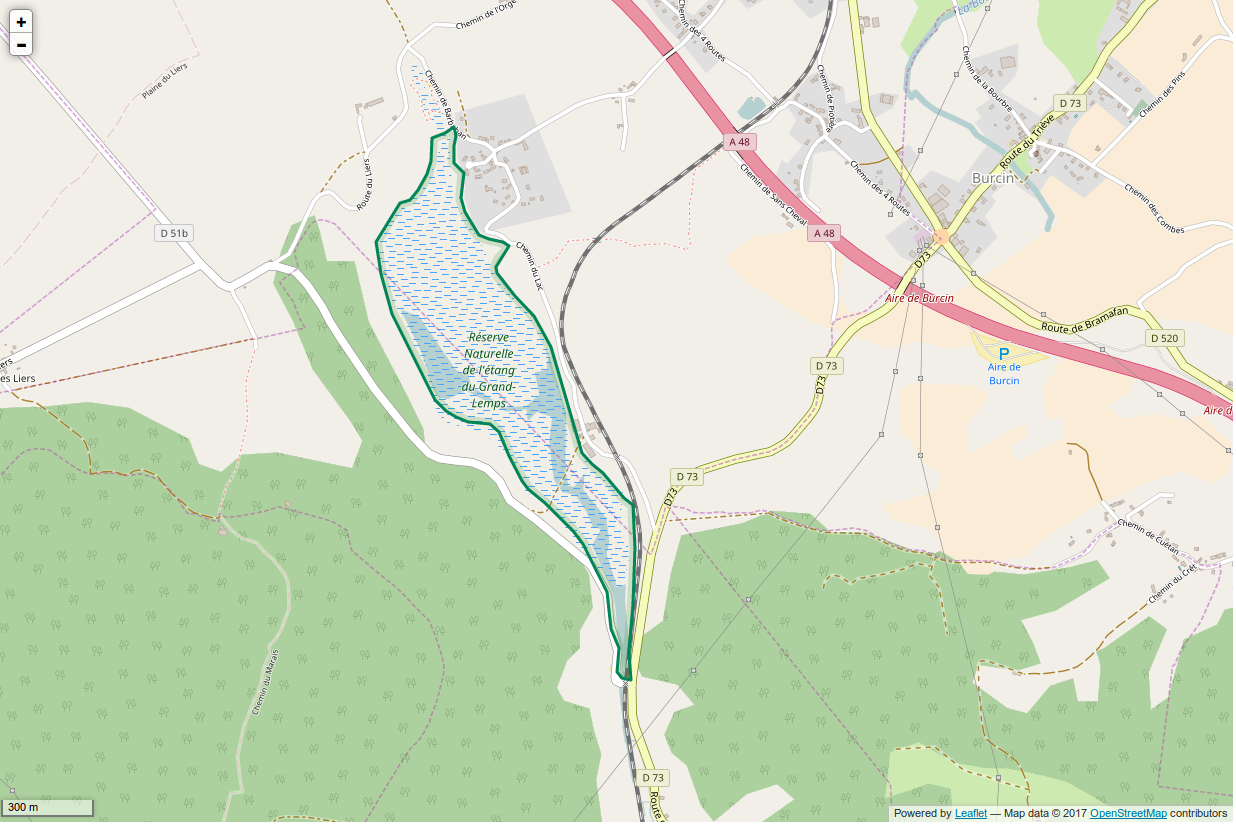
Périmètre de la réserve naturelle.

Située en Rhône-Alpes dans le département de l'Isère, la réserve naturelle se trouve sur les communes de Châbons et du Grand-Lemps dans le Viennois, en Bas-Dauphiné.
Située à 500 m d'altitude, l'étang et sa tourbière occupent un des nombreux vallons glaciaires des Terres froides. Le fond de la dépression est recouvert d'une végétation paludéenne dense où l'eau libre représente plus de 7 ha, les versants sont partagés entre prés pâturés, cultures et taillis de châtaigniers.

## Histoire du site et de la réserve

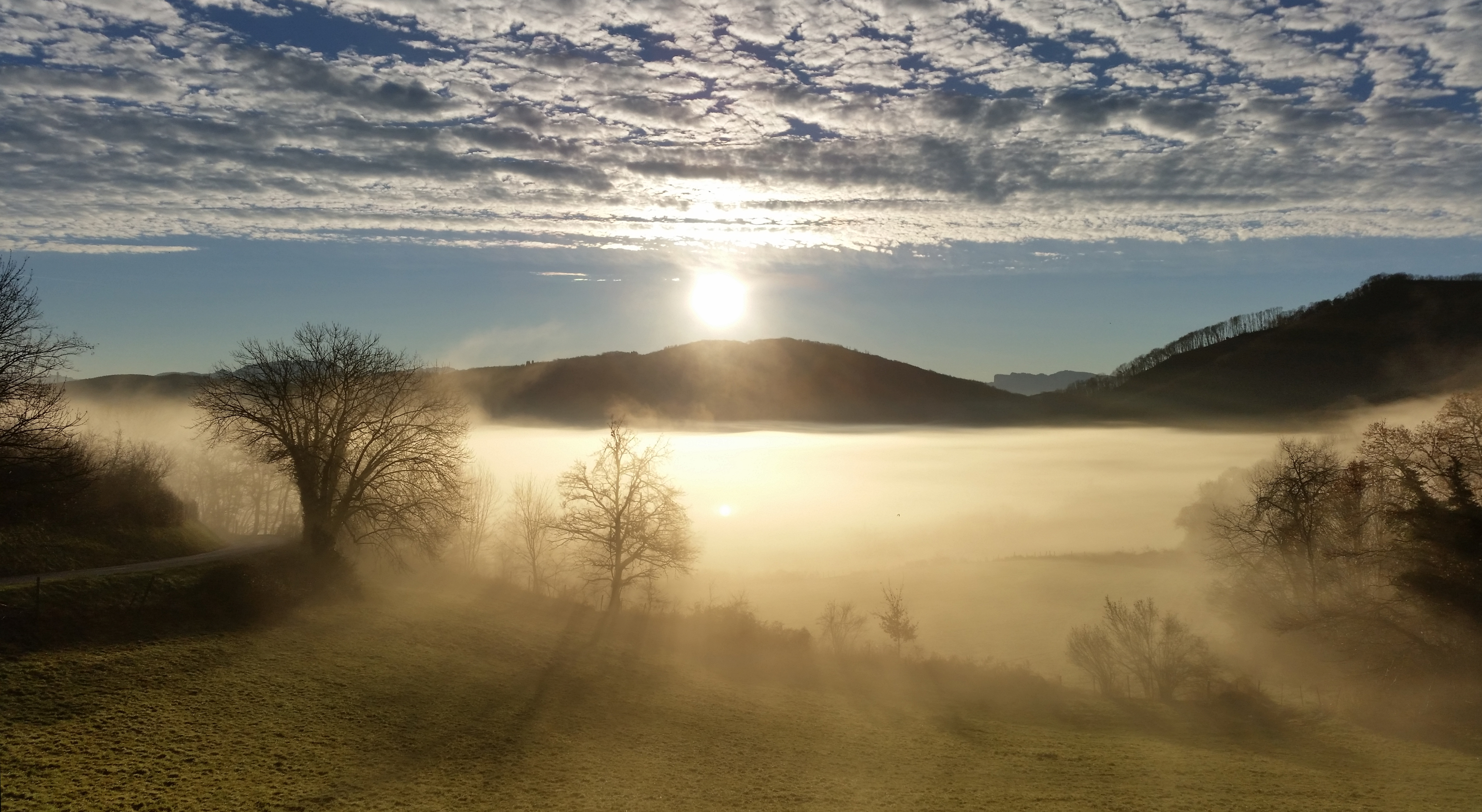
Brume sur l'étang du Grand-Lemps

Le paysage local a été façonné par le passage des derniers glaciers. En avançant, ces énormes "fleuves" de glace ont raboté le terrain et créé des bourrelets latéraux : les collines… C'est un exemple d’affrontement entre deux langues glaciaires, celle du Rhône ayant buté sur celle de l’Isère qui lui barrait la route. La masse de glace accumulée est alors devenue énorme et a creusé, sous son poids, une cuvette qui s’est par la suite remplie d’eau avec la déglaciation progressive, il y a 15 000 ans.
Depuis les années 70, la tourbière est connue et fréquentée par les scientifiques et les associations de protection de la nature de la région grenobloise. En 1992 le Conseil général de l'Isère institue une zone de préemption sur l'ensemble du site. Le décret interministériel instituant la Réserve est promulgué le 22 décembre 1993, il est complété en 1994 par un Arrêté préfectoral de protection de biotope. L'année suivante, le Préfet confie au CEN Isère la tâche de gérer la Réserve.

## Écologie (biodiversité, intérêt écopaysager…)
La diversité des groupements tourbeux alcalins et acides (en particulier groupements à sphaignes), les particularités hydrologiques du site (sources sous-lacustres), la richesse faunistique observée concourent à l'intérêt patrimonial exceptionnel du site. 
Dans ce secteur calcaire, les sphaignes nécessitant des terrains acides ne se développent qu'à la surface de radeaux végétaux alimentés par les précipitations.

### Flore

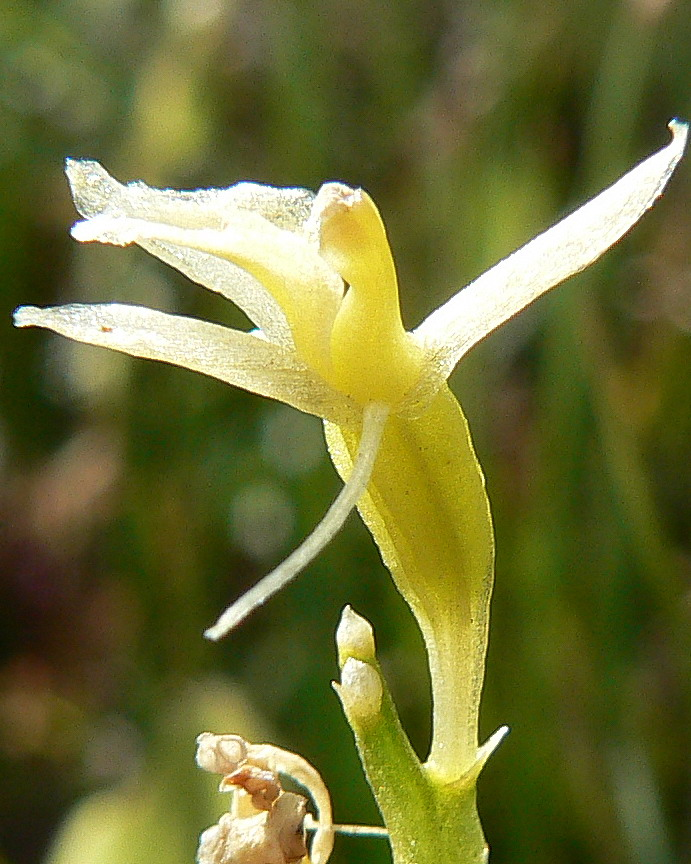
Liparis de Loesel

Parmi les espèces remarquables et protégées, on peut citer la Laîche à deux étamines, la Laîche à fruits velus, la Laîche des tourbières, la Laîche paradoxale, la Linaigrette grèle, le Liparis de loisel, le Lycopode inondé, la petite Utriculaire, la Renoncule grande-douve, le Rhynchospore blanc, les Rossolis à feuilles rondes et à longues feuilles, le Thélyptère des marais et la Mousse vernisée.

### Faune

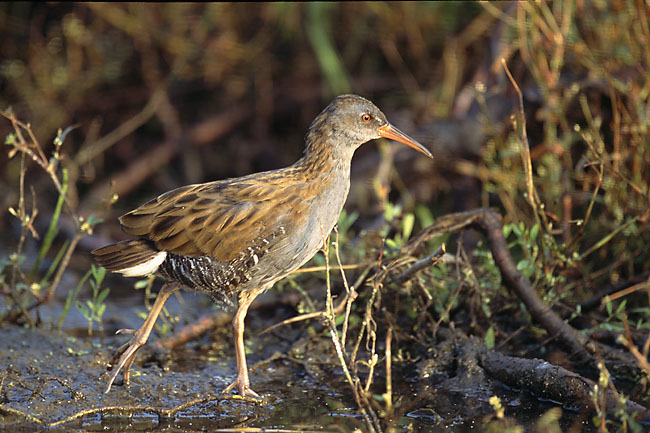
Râle d'eau

La vaste roselière et les plans d'eau libres accueillent une faune remarquable étudiée de longue date par la LPO de l'Isère.
L'avifaune compte le Butor étoilé, le Blongios nain, les Busards des roseaux et Saint-Martin, le Râle d'eau, le Bruant des roseaux et les fauvettes aquatiques.
Parmi les 17 espèces de reptiles et d'amphibiens, on note la tortue Cistude d'Europe et le Triton crêté. 
Les libellules fréquentant le site comptent 45 espèces.

## Intérêt touristique et pédagogique
Le seul espace ouvert au public reste celui du Jardin de Tourbières, qui a été acquis par le Conseil général et mis à la disposition du gestionnaire par convention. Il permet à tous de découvrir l’ensemble des aspects de la Réserve sur un parcours
sécurisé. Le site est un terrain privé non accessible au public. Cependant, il existe en périphérie, au niveau de la route qui longe la réserve, trois aires d'accueil avec des panneaux d'information et qui offrent un panorama sur le site.

## Administration, plan de gestion, règlement
La réserve naturelle est gérée par le Conservatoire d'espaces naturels de l'Isère (AVENIR).

### Outils et statut juridique
La réserve naturelle a été créée par un décret du 22 décembre 1993.